# Marģeris Zariņš
Marģeris Zariņš (ur. 24 maja 1910 w Jaunpiebalga, zm. 27 lutego 1993 w Rydze) – łotewski kompozytor i pisarz. 
Jego styl kompozytorski charakteryzuje polistylistyka, w ramach której nawiązuje do muzyki średniowiecznej, renesansowej i barokowej. Ponadto w jego twórczości dają znać o sobie dyskretne poszukiwania w zakresie radykalizacji języka dźwiękowego poprzez preparację tradycyjnych instrumentów (niekonwencjonalne sposoby artykulacji) oraz wprowadzanie elementów muzyki konkretnej. 

## Muzyka instrumentalna
- Partita barokowym stylu - 1963
- Concerto grosso na klawesyn, fortepian i orkiestrę
- Concerto innocente na organy i orkiestrę - 1969

## Opery
- „Uz jauno krasu” (pol.Ku nowym rubieżom) - 1953
- Zaļās dzirnavas (pol. Zielony młyn) - 1958
- Nabagu opera (pol. Opera żebracza) - 1965
- Opera uz laukuma (pol. Opera na placu) - 1969
- Svētā Maurīcija brīnumdarbi (pol. Cud św. Maurycego) - 1974